# Beaumontois en Périgord
Beaumontois en Périgord est une commune française située dans le département de la Dordogne, en région Nouvelle-Aquitaine. Elle a été créée le 1er janvier 2016 sous le statut de commune nouvelle et regroupe les anciennes communes de Beaumont-du-Périgord, Labouquerie, Nojals-et-Clotte et Sainte-Sabine-Born.

## Géographie

### Généralités
À sa création en 2016, la commune de Beaumontois en Périgord devient la deuxième du département en superficie, avec plus de 72 km2, derrière La Roche-Chalais. Après la création de vastes communes nouvelles en 2017 et 2019, elle devient la sixième commune la plus étendue du département. Elle est constituée de quatre anciennes communes : Beaumont-du-Périgord, Labouquerie, Nojals-et-Clotte et Sainte-Sabine-Born.
| Carte de Beaumontois en Périgord et de ses communes constitutives. |

### Communes limitrophes
Beaumontois en Périgord est limitrophe de treize autres communes, dont trois dans le département de Lot-et-Garonne, parmi lesquelles Rives au sud  par un quadripoint. Au sud-ouest, son territoire est distant de moins de 600 mètres de celui de Doudrac, en Lot-et-Garonne.
| Monsac                                                         | Bayac — Bourniquel      | Saint-Avit-Sénieur     |
| Naussannes, Saint-Léon-d'Issigeac                              | Beaumontois en Périgord | Sainte-Croix, Rampieux |
| Faurilles, Sainte-Radegonde, Mazières-Naresse (Lot-et-Garonne) | Rives (Lot-et-Garonne)  | Rayet (Lot-et-Garonne) |

### Géologie et relief

#### Géologie
Situé sur la plaque nord du Bassin aquitain et bordé à son extrémité nord-est par une frange du Massif central, le département de la Dordogne présente une grande diversité géologique. Les terrains sont disposés en profondeur en strates régulières, témoins d'une sédimentation sur cette ancienne plate-forme marine. Le département peut ainsi être découpé sur le plan géologique en quatre gradins différenciés selon leur âge géologique. Beaumontois en Périgord est située dans le quatrième gradin à partir du nord-est, un plateau formé de dépôts siliceux-gréseux et de calcaires lacustres de l'ère tertiaire.
Les couches affleurantes sur le territoire communal sont constituées de formations superficielles du Quaternaire et de roches sédimentaires datant pour certaines du Cénozoïque, et pour d'autres du Mésozoïque. La formation la plus ancienne, notée c5c, date du Campanien 3, une alternance de marnes à glauconie et de calcaires crayo-marneux jaunâtres. La formation la plus récente, notée CFvs, fait partie des formations superficielles de type colluvions carbonatées de vallons secs : sable limoneux à débris calcaires et argile sableuse à débris. Le descriptif de ces couches est détaillé dans  les feuilles « no 830 - Eymet » et « no 831 - Belvès » de la carte géologique au 1/50 000 de la France métropolitaine, et leurs notices associées,.

Carte géologique de Beaumontois en Périgord.

#### Relief et paysages
Le département de la Dordogne se présente comme un vaste plateau incliné du nord-est (491 m, à la forêt de Vieillecour dans le Nontronnais, à Saint-Pierre-de-Frugie) au sud-ouest (2 m à Lamothe-Montravel). L'altitude du territoire communal varie quant à elle entre 50 m et 235 m.
Dans le cadre de la Convention européenne du paysage entrée en vigueur en France le 1er juillet 2006, renforcée par la loi du 8 août 2016 pour la reconquête de la biodiversité, de la nature et des paysages, un atlas des paysages de la Dordogne a été élaboré sous maîtrise d’ouvrage de l’État et publié en octobre 2020. Les paysages du département s'organisent en huit unités paysagères et 14 sous-unités. La commune est dans le Bergeracois, une région naturelle présentant un relief contrasté, avec les deux grandes vallées de la Dordogne et du Dropt séparées par un plateau plus ou moins vallonné, dont la pente générale s’incline doucement d’est en ouest. Ce territoire offre des paysages ouverts qui tranchent avec les paysages périgourdins. Il est composé de vignes, vergers et cultures,.
La superficie cadastrale de la commune publiée par l'Insee, qui sert de référence dans toutes les statistiques, est de 72,71 km2,.

### Hydrographie

#### Réseau hydrographique
La commune est située dans le bassin de la Dordogne au sein du Bassin Adour-Garonne. Elle est drainée par la Couze, le Lugassou, la Vouludre, le Roumaguet, le ruisseau de Maine Blanc, le ruisseau de Naussannes, la Bournègue, le Rieutord, le Pontillou, le ruisseau de la Fonsalade, le Catory et par divers petits cours d'eau, qui constituent un réseau hydrographique de plus de 70 km de longueur totale,.
La Couze, d'une longueur totale de 30,09 km, prend sa source dans la commune de Pays de Belvès (territoire de l'ancienne commune de Fongalop) et se jette dans la Dordogne en rive gauche à Couze-et-Saint-Front, face à Lalinde,. Elle traverse la commune de l'est au nord-ouest sur plus de dix kilomètres, formant plusieurs bras et servant de limite naturelle sur près de six kilomètres, face à Saint-Avit-Sénieur.
Trois de ses affluents arrosent le territoire communal : en rive gauche le Lugassou (sur plus de six kilomètres) et la Vouludre (sur près d'un kilomètre), et en rive droite, dans le nord, le Roumaguet sur plus de deux kilomètres, servant en majeure partie de limite territoriale face à Bourniquel.
Le ruisseau de Naussannes, affluent de rive gauche du Lugassou, arrose la commune dans le nord sur deux kilomètres.
Le ruisseau de Maine Blanc, affluent de rive gauche de la Vouludre, borde le territoire communal dans l'est sur près d'un kilomètre et demi, face à Sainte-Croix.
La Bournègue, d'une longueur totale de 20,3 km, prend sa source dans la commune, 250 mètres à l'est du lieu-dit Clotte (territoire de l'ancienne commune de Nojals-et-Clotte) et se jette  dans le Dropt en rive droite, en Lot-et-Garonne, en limite de Cavarc et de Saint-Quentin-du-Dropt, face à Ferrensac,. Elle traverse le territoire communal du sud-est au sud-ouest sur plus de neuf kilomètres dont un kilomètre et demi en limite de Saint-Léon-d'Issigeac.
Deux de ses affluents de rive gauche arrosent la commune, le Rieutord sur près de deux kilomètres et le Pontillou dans le sud-ouest sur un kilomètre dont 600 mètres en limite de Mazières-Naresse.
Dans le sud-est, deux cours d'eau affluents de rive gauche du ruisseau de Pont Traucat baignent le territoire communal : le ruisseau de la Fonsalade sur un kilomètre et demi, servant presque intégralement de limite face à Rayet, et le Catory sur plus de quatre kilomètres.

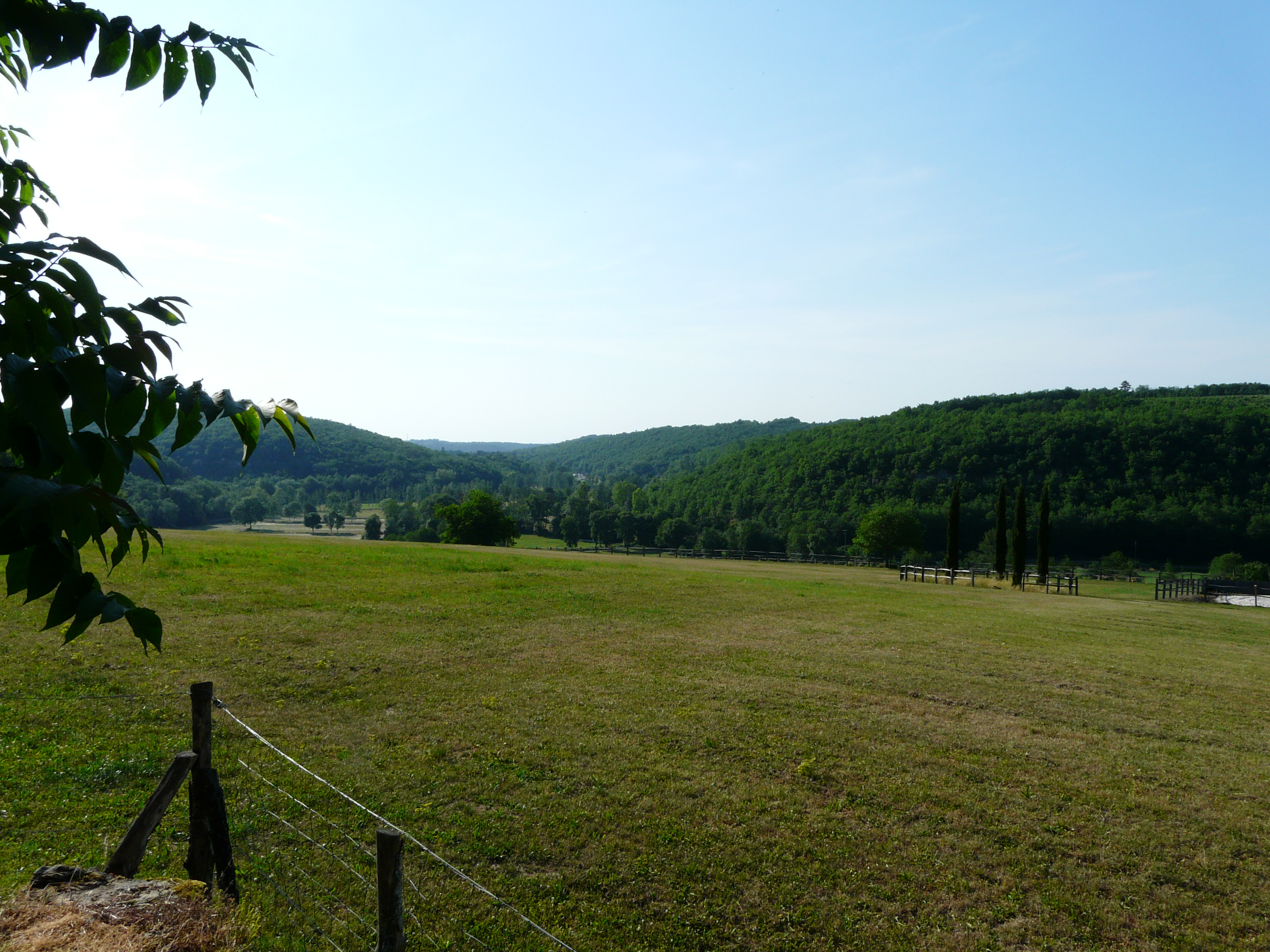
La vallée de la Couze vue depuis l’église de Bannes.
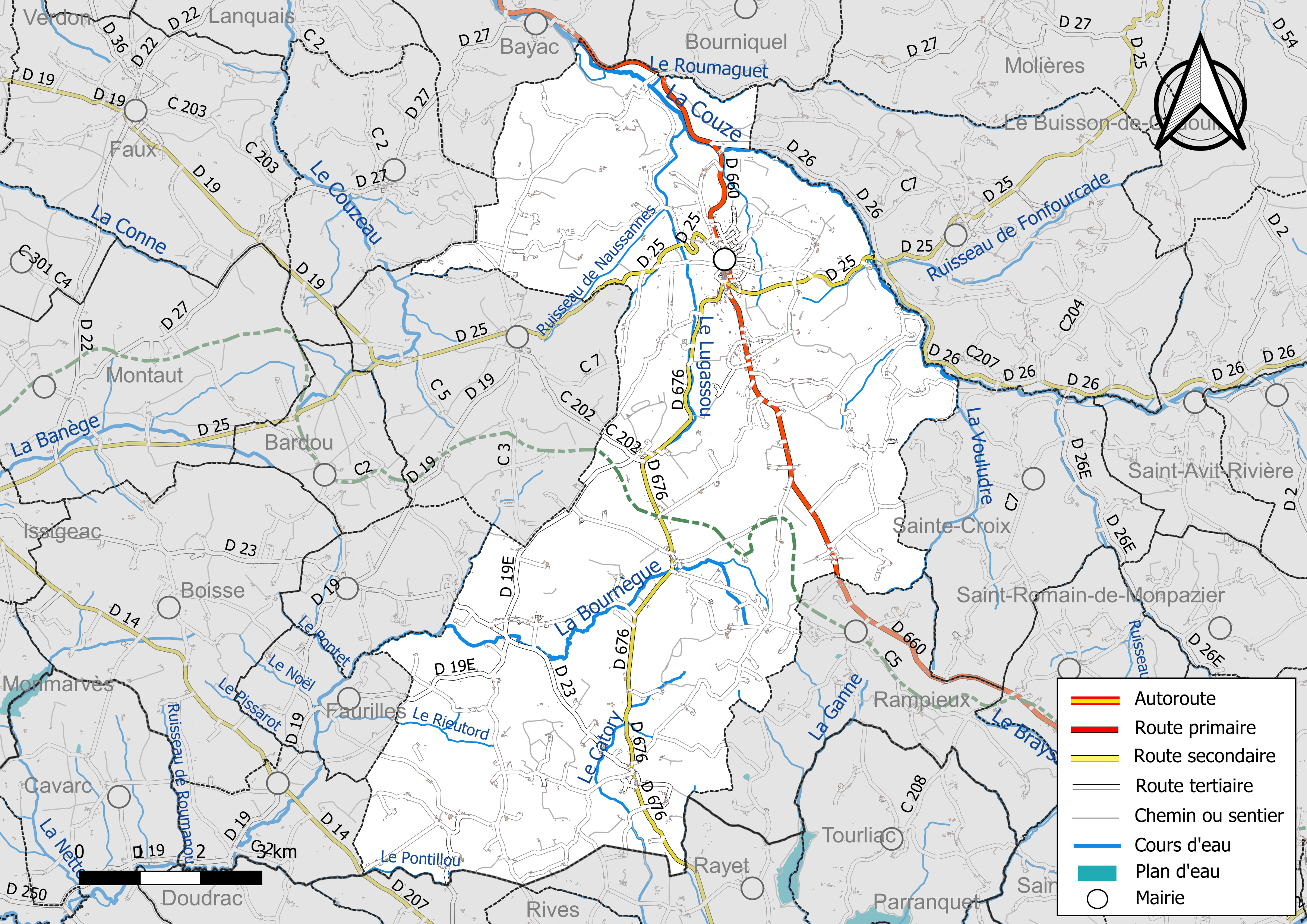
Réseaux hydrographique et routier de Beaumontois en Périgord.
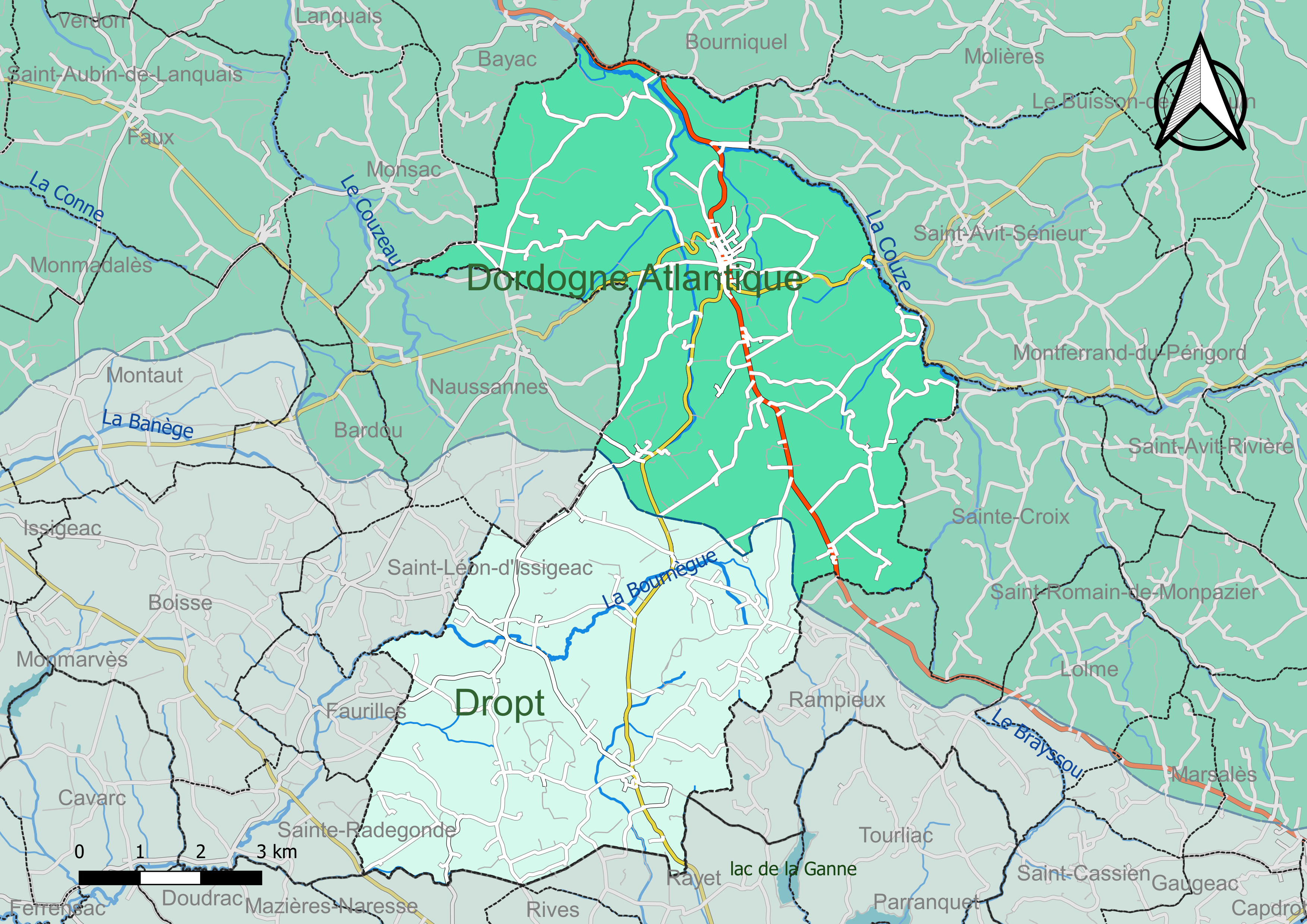
Carte des schémas d'aménagement et de gestion des eaux (SAGE) couvrant le territoire communal de Beaumontois en Périgord.

#### Gestion et qualité des eaux
Le territoire communal est couvert par les schémas d'aménagement et de gestion des eaux (SAGE) « Dordogne Atlantique » et « Dropt ». Le SAGE « Dordogne Atlantique », dont le territoire correspond au sous‐bassin le plus aval du bassin versant de la Dordogne (aval de la confluence Dordogne - Vézère)., d'une superficie de 2 700 km2 est en cours d'élaboration. La structure porteuse de l'élaboration et de la mise en œuvre est l'établissement public territorial de bassin de la Dordogne (EPIDOR). Le SAGE « Dropt », dont le territoire correspond au bassin versant du Dropt, d'une superficie de 1 522 km2, a été approuvé le 13 janvier 2022. La structure porteuse de l'élaboration et de la mise en œuvre est le syndicat mixte EPIDROPT. Ils définissent chacun sur leur territoire les objectifs généraux d’utilisation, de mise en valeur et de protection quantitative et qualitative des ressources en eau superficielle et souterraine, en respect des objectifs de qualité définis dans le troisième SDAGE  du Bassin Adour-Garonne qui couvre la période 2022-2027, approuvé le 10 mars 2022.
Environ 45 % du territoire communal, au sud, correspond au bassin versant du Dropt et dépend du SAGE Dropt. Le nord de la commune correspond au bassin de la Couze et est rattaché au SAGE Dordogne Atlantique.
La qualité des eaux de baignade et des cours d’eau peut être consultée sur un site dédié géré par les agences de l’eau et l’Agence française pour la biodiversité.

### Climat
Pour des articles plus généraux, voir Climat de la Nouvelle-Aquitaine et Climat de la Dordogne.
Historiquement, la commune est exposée à un climat océanique aquitain.  
En 2020, Météo-France publie une typologie des climats de la France métropolitaine dans laquelle la commune est exposée à un climat océanique altéré et est dans la région climatique  Aquitaine, Gascogne, caractérisée par une pluviométrie abondante au printemps, modérée en automne, un faible ensoleillement au printemps, un été chaud (19,5 °C), des vents faibles, des brouillards fréquents en automne et en hiver et des orages fréquents en été (15 à 20 jours).
Pour la période 1971-2000, la température annuelle moyenne est de 12,6 °C, avec une amplitude thermique annuelle de 15,1 °C. Le cumul annuel moyen de précipitations est de 883 mm, avec 11,6 jours de précipitations en janvier et 6,9 jours en juillet. Pour la période 1991-2020, la température moyenne annuelle observée sur la station météorologique la plus proche, située sur la commune de Pays de Belvès à 19 km à vol d'oiseau, est de 13,0 °C et le cumul annuel moyen de précipitations est de 888,2 mm,. Pour l'avenir, les paramètres climatiques de la commune estimés pour 2050 selon différents scénarios d'émission de gaz à effet de serre sont consultables sur un site dédié publié par Météo-France en novembre 2022.

## Urbanisme

### Typologie
Au 1er janvier 2024, Beaumontois en Périgord est catégorisée commune rurale à habitat dispersé, selon la nouvelle grille communale de densité à 7 niveaux définie par l'Insee en 2022.
Elle est située hors unité urbaine et hors attraction des villes,.

### Villages, hameaux et lieux-dits
Outre les bourgs de Beaumont-du-Périgord, Clotte, Labouquerie, Nojals et Sainte-Sabine proprement dits, le territoire se compose d'autres villages ou hameaux, ainsi que de lieux-dits détaillés sur cet article, sur celui-ci, sur cet autre et sur celui-là.

### Prévention des risques
Le territoire de la commune de Beaumontois en Périgord est vulnérable à différents aléas naturels : météorologiques (tempête, orage, neige, grand froid, canicule ou sécheresse), inondations, feux de forêts, mouvements de terrains et séisme (sismicité très faible). Un site publié par le BRGM permet d'évaluer simplement et rapidement les risques d'un bien localisé soit par son adresse soit par le numéro de sa parcelle.
Certaines parties du territoire communal sont susceptibles d’être affectées par le risque d’inondation par débordement de cours d'eau, notamment la Bournègue et la Couze. La commune a été reconnue en état de catastrophe naturelle au titre des dommages causés par les inondations et coulées de boue survenues en 1982, 1988 et 1999,.
Beaumontois en Périgord est exposée au risque de feu de forêt. L’arrêté préfectoral du 14 mars 2013 fixe les conditions de pratique des incinérations et de brûlage dans un objectif de réduire le risque de départs d’incendie. À ce titre, des périodes sont déterminées : interdiction totale du 15 février au 15 mai et du 15 juin au 15 octobre, utilisation réglementée du 16 mai au 14 juin et du 16 octobre au 14 février. En septembre 2020, un plan inter-départemental de protection des forêts contre les incendies (PidPFCI) a été adopté pour la période 2019-2029,.

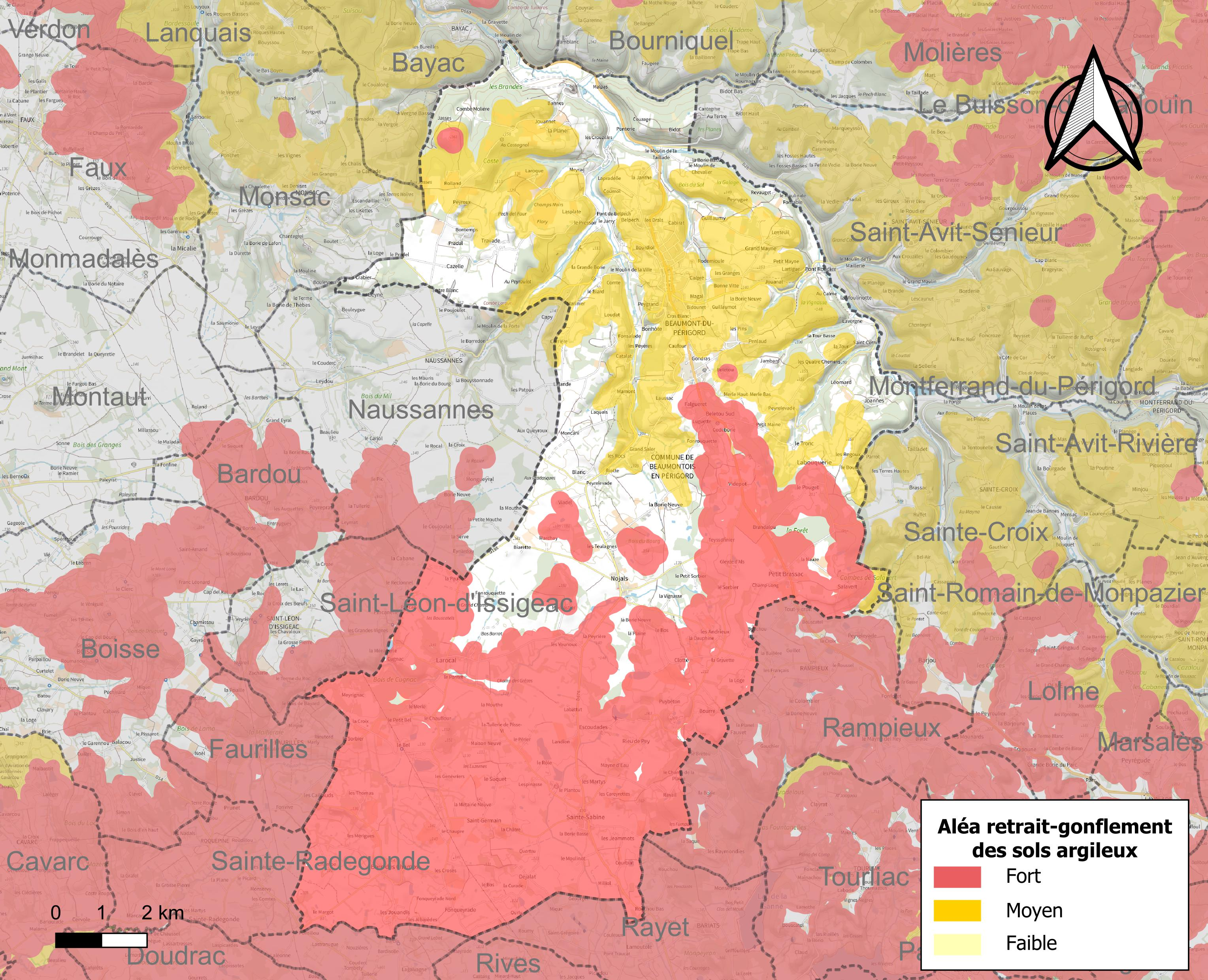
Carte des zones d'aléa retrait-gonflement des sols argileux de Beaumontois en Périgord.

Les mouvements de terrains susceptibles de se produire sur la commune sont des affaissements et effondrements liés aux cavités souterraines (hors mines) et des tassements différentiels. Afin de mieux appréhender le risque d’affaissement de terrain, un inventaire national permet de localiser les éventuelles cavités souterraines sur la commune. Le retrait-gonflement des sols argileux est susceptible d'engendrer des dommages importants aux bâtiments en cas d’alternance de périodes de sécheresse et de pluie. 70,5 % de la superficie communale est en aléa moyen ou fort (58,6 % au niveau départemental et 48,5 % au niveau national métropolitain). Depuis le 1er octobre 2020, en application de la loi ÉLAN, différentes contraintes s'imposent aux vendeurs, maîtres d'ouvrages ou constructeurs de biens situés dans une zone classée en aléa moyen ou fort,.
La commune a été reconnue en état de catastrophe naturelle au titre des dommages causés par la sécheresse en 1989, 1992, 2005 et 2011 et par des mouvements de terrain en 1999.

## Histoire
La création de la nouvelle commune, entérinée par l'arrêté du 21 décembre 2015, est effective le 1er janvier 2016, entraînant la transformation des quatre anciennes communes, Beaumont-du-Périgord, Labouquerie, Nojals-et-Clotte et Sainte-Sabine-Born, en communes déléguées.

## Politique et administration

### Rattachements administratifs et électoraux
La commune de Beaumontois en Périgord dépend administrativement de l'arrondissement de Bergerac.
Sur le plan électoral, elle dépend du canton de Lalinde, et de la 2e circonscription législative.

### Intercommunalité
À sa création en 2016, elle est intégrée à la communauté de communes des Bastides Dordogne-Périgord.

### Communes déléguées
| Nom                          | Code Insee | Intercommunalité                  | Superficie (km2) | Population (dernière pop. légale) | Densité (hab./km2) |
| ---------------------------- | ---------- | --------------------------------- | ---------------- | --------------------------------- | ------------------ |
| Beaumont-du-Périgord (siège) | 24028      | CC des Bastides Dordogne-Périgord | 24,18            | 1 064 (2015)                      | 44                 |
| Labouquerie                  | 24219      | CC des Bastides Dordogne-Périgord | 10,76            | 220 (2015)                        | 20                 |
| Nojals-et-Clotte             | 24310      | CC des Bastides Dordogne-Périgord | 13,80            | 221 (2015)                        | 16                 |
| Sainte-Sabine-Born           | 24497      | CC des Bastides Dordogne-Périgord | 23,97            | 363 (2015)                        | 15                 |

### Administration municipale
Pendant une période courant jusqu'au prochain renouvellement des conseils municipaux (prévu en 2020), le conseil municipal de la nouvelle commune est constitué de l'ensemble des conseillers municipaux des quatre anciennes communes (quinze pour Beaumont-du-Périgord, et onze pour chacune des trois autres ex-communes, soit un total de quarante-huit). Le maire de la nouvelle commune est élu début 2016. Les maires des quatre anciennes communes deviennent maires délégués.
La population de la commune étant comprise entre 1 500 et 2 499 habitants au recensement de 2017, dix-neuf conseillers municipaux auraient dû être élus en 2020. Cependant, s'agissant du premier renouvellement du conseil municipal d'une commune nouvelle, le nombre de conseillers élus est celui de la strate supérieure, soit vingt-trois.

### Liste des maires

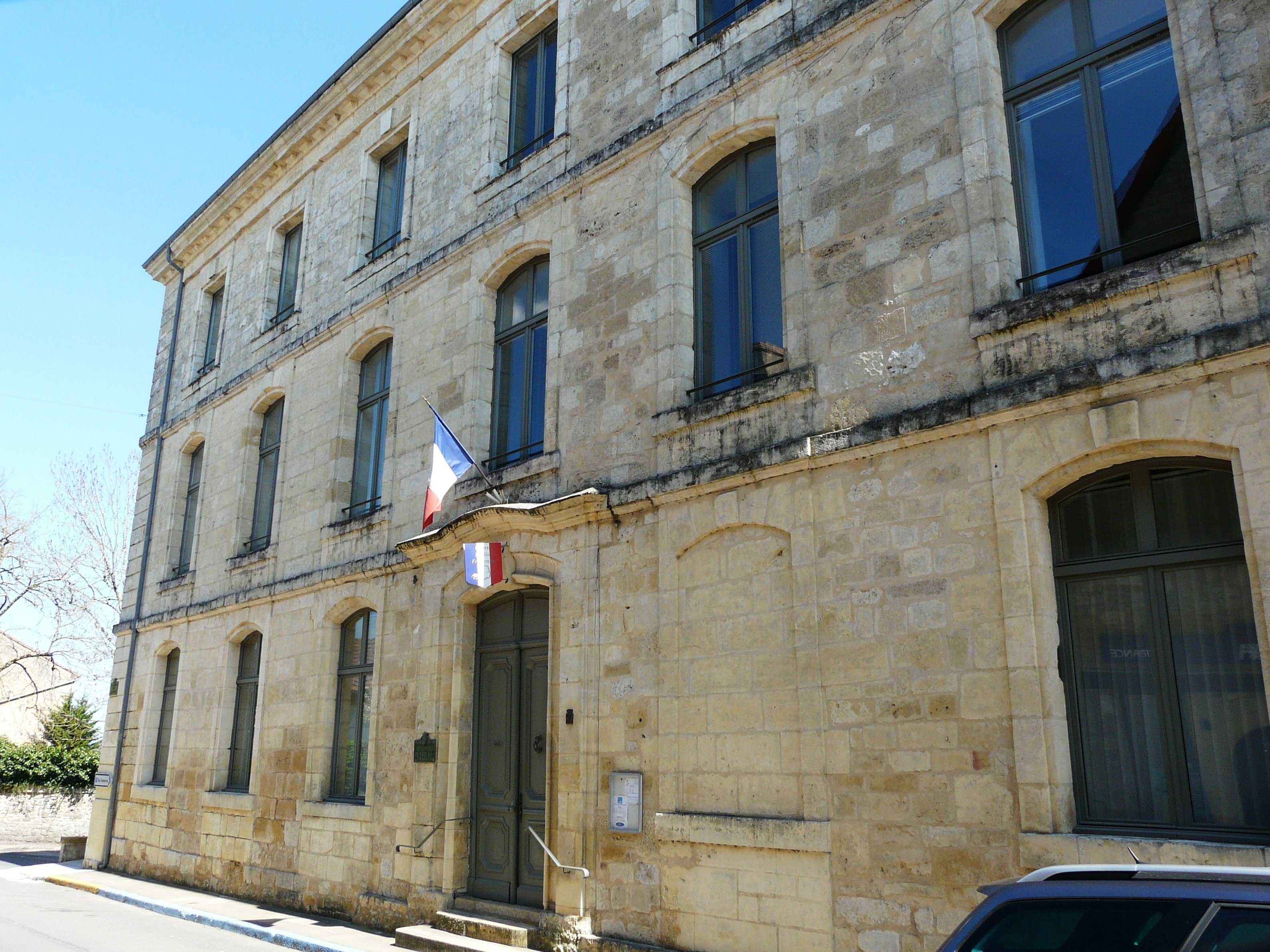
La mairie

.
| Période                                  | Période  | Identité               | Étiquette | Qualité     |
| ---------------------------------------- | -------- | ---------------------- | --------- | ----------- |
| Les données manquantes sont à compléter. |          |                        |           |             |
| janvier 2016                             | mai 2022 | Dominique Mortemousque | LR        | Agriculteur |
| mai 2022.                                | En cours | Jean-François Piboyeu  |           |             |

### Jumelages

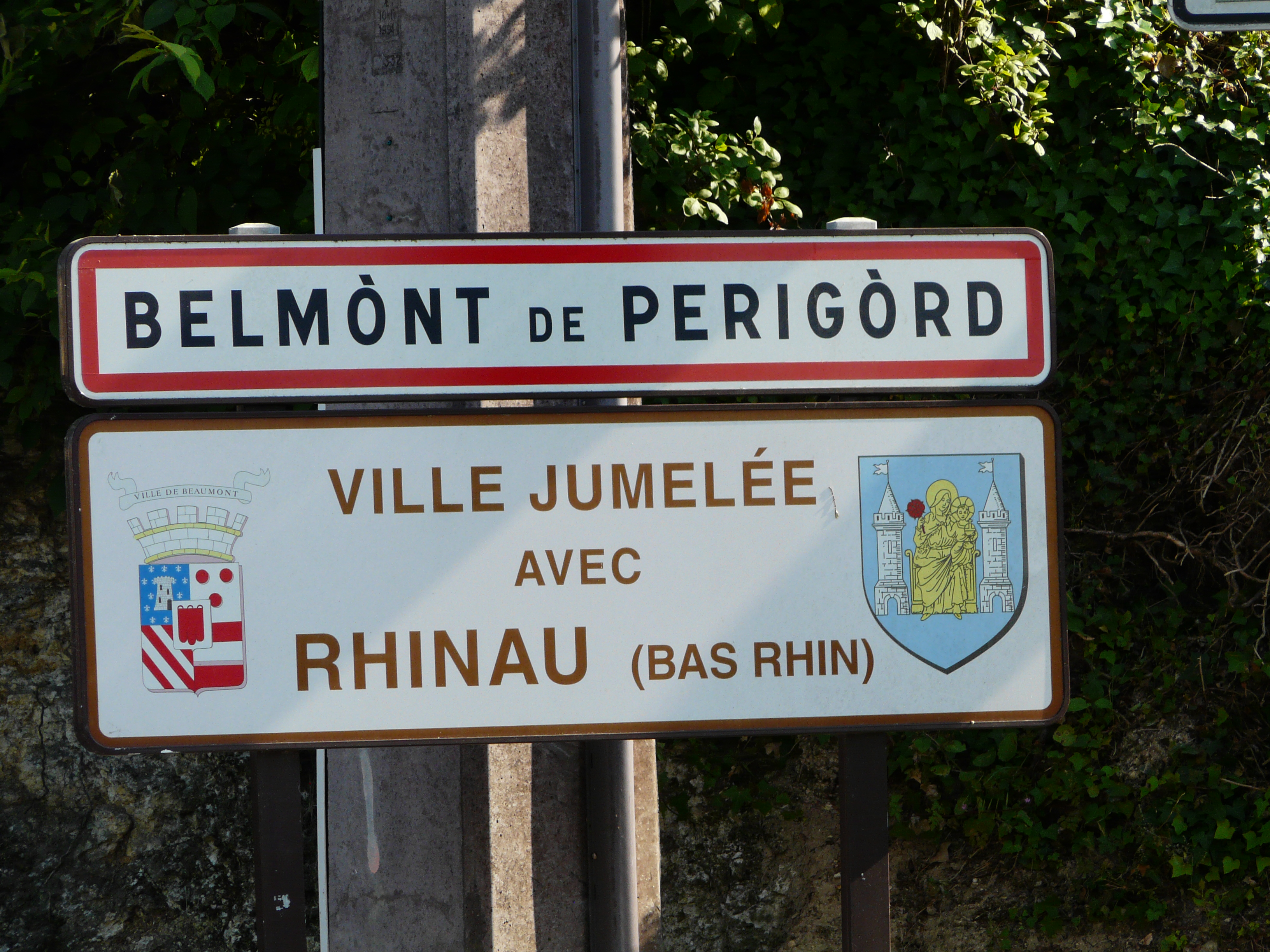
Panneau (en occitan) de jumelage.

Rhinau (France) (Bas-Rhin) depuis 1964.

## Équipements et services publics

### Justice
Dans le domaine judiciaire, Beaumontois en Périgord relève : 
- du tribunal judiciaire, du tribunal pour enfants, du conseil de prud'hommes et du tribunal de commerce de Bergerac ;
- du pôle Nationalité du tribunal judiciaire de Périgueux (compétent uniquement dans le domaine de la nationalité) ;
- de la cour d'appel, du tribunal administratif et de la  cour administrative d'appel de Bordeaux.

## Population et société

### Démographie
Les habitants de Beaumontois en Périgord se nomment les Beaumontois.
L'évolution du nombre d'habitants est connue à travers les recensements de la population effectués dans la commune depuis sa création.

En 2022, la commune comptait 1 730 habitants, en évolution de −6,33 % par rapport à 2016 (Dordogne : +0,37 %, France hors Mayotte : +2,11 %).
| 2016  | 2021  | 2022  |
| ----- | ----- | ----- |
| 1 847 | 1 767 | 1 730 |

## Économie

### Emploi
En 2016, parmi la population communale comprise entre 15 et 64 ans, les actifs représentent 706 personnes, soit 38,2 % de la population municipale. Le taux de chômage de cette population active s'établit à 14,1 %, soit 99 personnes.

### Établissements
Au 31 décembre 2015, la commune compte 283 établissements, dont 133 au niveau des commerces, transports ou services, 59 dans l'agriculture, la sylviculture ou la pêche, 35 relatifs au secteur administratif, à l'enseignement, à la santé ou à l'action sociale, 33 dans la construction, et 23 dans l'industrie.

### Entreprises
Dans le secteur du BTP, parmi les entreprises ayant leur siège social en Dordogne, la « SARL Moron constructions » (travaux de maçonnerie générale et gros œuvre de bâtiment), implantée à Beaumontois en Périgord, se classe 33e en chiffre d'affaires hors taxes en 2015-2016 avec 3 523 k€.

## Culture locale et patrimoine

### Lieux et monuments
- Allée couverte de Blanc
- Église Saint-Laurent-et-Saint-Front de Beaumont-du-Périgord.
- Château de Bannes
- Maison à empilage de planches des Jouandis (Sainte-Sabine-Born)
- Maison à empilage de poutres de Saint-Germain (Sainte-Sabine-Born)

### Personnalités liées à la commune
- Léo Testut

### Héraldique
| Blason de Beaumontois en Périgord | Blason  | Écartelé : au 1er d'azur semé de fleurs de lys d'or, à la tour d'argent maçonnée de sable, au 2e d'or à trois tourteaux de gueules, au 3e d'or à trois bandes de gueules, au 4e de gueules à la fasce d'argent ; sur le tout, d'or au gonfanon de gueules frangé de sinople. |
| Blason de Beaumontois en Périgord | Détails | Reprise des armes de l'ancienne commune de Beaumont-du-Périgord. Le statut officiel du blason reste à déterminer. |

## Pour approfondir